# 고무동력기
고무동력기는 고무줄을 이용해 하늘을 나는 항공기를 말한다.

## 특징
글라이더 비슷하게 생겼으나, 프로펠러를 이용해 고무를 꼬게 한다음, 하늘로 날려 보내는 기구이다.  스페이스 챌린지 대회에서 많이 이용된다.

## 원리
모든 물체는 중력이 아래로 잡아당기기 때문에 바닥에 닿아있다. 중력을 잠깐동안 이겨내도록 고안한 것이 고무동력기이다. 양력의 원리는 이렇다. 모든 유체는 속도가 빠를수록 압력이 낮다. 날개는 윗면의 공기의 흐름을 아랫면보다 빠르게 하여 날개 아랫면과 윗면에 압력차를 생기게하여 비행기를 뜨게 하는 것이다. 날개의 단면에서 아래부분은 평평하고 윗 부분은 볼록하다. 비행기가 앞으로 진행할 때 날개의 공기 흐름을 생각해보면 날개 아랫부분의 평평한 면을 흘러갈때보다 볼록한 윗면을 흘러갈때 공기의 속도가 더 빨라진다. 평평한 면을 일자로 가는 것보다 볼록한 면을 휘어서 돌아가기 때문에 날개 윗면의 공기의 속도가 더 빨라지게 되는 것이다. 따라서 날개 윗부분의 압력이 낮아지고 아랫부분의 압력이 높아지면서 자연히 날개 아랫면을 공기가 위로 들어주는 힘이 생기게 되는데, 이것이 양력이다. 이때, 날개의 볼록한 면을 지나면서 공기의 저항이 생기는데 이를 항력이라고한다. 추력이 이 항력을 이겨내면서 앞으로 전진하게 되면 양력이 발생하면서 비행기가 날게되는 것이다.

### 각 부위별 역할
1. 앞날개: 양력을 만들어 고무동력기가 날 수 있게 하는 역할
2. 수평날개: 수평한 상태를 유지하게끔 만들어주는 역할을 하는 방향타 역할
3. 수직날개: 비행기 좌우의 균형을 잡는 역할
4. 고무줄: 고무 동력기의 원동력이 되어 프로펠러를 돌리는 역할